# Marie-Sabine Roger

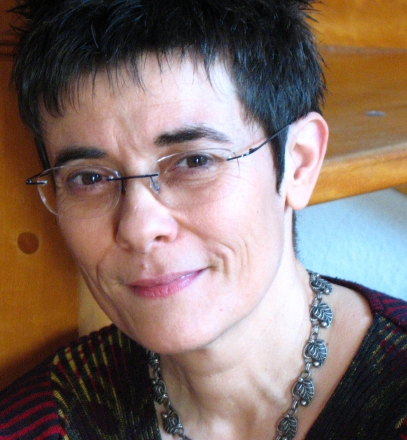
Marie-Sabine Roger, 2007

Marie-Sabine Roger (* 19. September 1957 in Bordeaux, Frankreich) ist eine französische Roman- und Kinderbuchautorin.

## Leben
Roger entdeckte bereits als Schülerin ihren Hang zum Schreiben, ergriff jedoch zuerst den Beruf der Lehrerin in einer Vorschule (école maternelle). Ende der 1980er Jahre wurde ihr erstes Kinderbuch veröffentlicht. Nach längeren Aufenthalten in Québec, Madagaskar und La Réunion lebt sie heute mit ihrer Familie in Charente/Westfrankreich.

## Werke (Auswahl)
Roger veröffentlichte bis 2010 fast 30 Romane, Erzählungen und Bücher für Jugendliche sowie über 50 illustrierte Kinderbücher.
- La Souris des dents, Bilderbuch, 1999.
- Coton, le petit mouton, Bilderbuch, 2000.
- La théorie du chien perché, Thierry Magnier, Éditeur, Paris 2003, ISBN 2-84420-217-9.
- Le Quatrième Soupirail. 2004. (Jugendbuch. Ausgezeichnet mit dem Prix Sorcières 2006.)
- Neuauflage: Philomène Chatres sorcière!, Ricochet-Jeunes, Paris 2004, ISBN 2-203-12811-9.
- Das Labyrinth der Wörter. Roman. 1. Auflage. Hoffmann & Campe Verlag, Hamburg 2010, ISBN 978-3-455-40254-4 (französisch: La tête en friche. Übersetzt von Claudia Kalscheuer, Erwachsenenliteratur. Französische Erstausgabe: 2009; ausgezeichnet mit dem Prix Littéraire Inter-CE 2010). Ausgaben von Das Labyrinth der Wörter in LibraryThing
- Der Poet der kleinen Dinge. Jugendroman. 1. Auflage. Hoffmann & Campe, Hamburg 2011, ISBN 978-3-455-40095-3 (französisch: Vivement l'avenir. Übersetzt von Claudia Kalscheuer, Jugendliteratur. Französische Erstausgabe: 2010; ausgezeichnet mit dem Prix Marguerite Audoux 2010). Ausgaben von Der Poet der kleinen Dinge in LibraryThing
- Trente six chandelles, Roman. Rouergue, 2014
- Heute beginnt der Rest des Lebens[2]
- Dans les prairies étoilées, Roman. Rouergue, 2016
  - Übers. Claudia Kalscheuer: Ein Himmel voller Sterne. Atlantik, Hamburg 2017
- Les bracassées. Roman. Rouergue, 2018

## Verfilmung
- 2010: Das Labyrinth der Wörter (La tête en friche), Regie: Jean Becker